# 祭叔
祭叔（?—?），祭氏，名不详，中国春秋时期周朝的卿士，祭国的国君。鲁庄公二十三年（前671年）春季，鲁庄公从齐国与齐桓公会盟归来，祭叔到鲁国访问。